# إيفان إيلييف
إيفان إيلييف (بالبلغارية: Иван Илиев)‏ هو لاعب كرة قدم بلغاري في مركز الدفاع، ولد في 16 نوفمبر 1955 في General Toshevo ‏ في بلغاريا. لعب مع سلافيا صوفيا.

## وصلات خارجية
- إيفان إيلييف على موقع الاتحاد الأوربي (الإنجليزية)
- إيفان إيلييف على موقع قاعدة بيانات كرة القدم.إي يو (الإنجليزية)
- إيفان إيلييف على موقع ناشيونال فوتبول تيمز (الإنجليزية)
- إيفان إيلييف على موقع Soccerway.com (الإنجليزية)